# Vorlauf (Destillation)
Als Vorlauf bezeichnet man bei der Destillation von Spirituosen das zu Beginn entstehende Destillat. Es enthält außer Ethanol verschiedene leichtflüchtige Substanzen, darunter einen hohen Anteil giftiges Methanol, Acetaldehyd und Ethylacetat, und ist für den menschlichen Genuss nicht geeignet.
Der Vorlauf hat in der Regel einen unangenehmen, stechend-scharfen, „chemischen“ Geruch und einen stark adstringierenden Geschmack. Auch in Großbrennereien wird der Vorlauf vom Brennmeister nach diesem „Klebstoffgeruch“ abgetrennt. Vorlauf wird traditionell äußerlich zu medizinischen Zwecken, zur Desinfektion und als Reinigungsmittel eingesetzt oder zu Brennspiritus und Agraralkohol weiterverarbeitet.
Vorlauf ist ein Gemisch verschiedener leichtentzündlicher und giftiger Stoffe und muss beim Inverkehrbringen entsprechend als Gefahrstoff gekennzeichnet werden.
Nach dem Vorlauf wird das sogenannte Herzstück (der genussfähige Brand, auch Hauptlauf genannt) gewonnen, dann der Nachlauf.